# Produktionslücke
Der Begriff Produktionslücke (auch Outputlücke, englisch output gap) bezeichnet die Abweichung des realisierten Bruttoinlandsprodukts (BIP) vom Produktionspotenzial (PP). Wenn diese Lücke verkleinert wird, werden wirtschaftliche Ressourcen effizient im Rahmen ihrer Möglichkeiten (volle Kapazität) verwendet. Sobald es eine negative oder positive Differenz gibt, d. h. die Ressourcen (Arbeit, Kapital) nicht ordnungsgemäß verwendet oder jenseits ihrer Kapazität (Überarbeitung) ausgenutzt werden, wird die Lücke größer. Daraus folgt in der Theorie, dass bei einer positiven Produktionslücke (also einer Überauslastung der Produktionsfaktoren) die Preise für Produktionsfaktoren trotz niedriger Produktivität steigen und es dadurch zu Inflation kommt. Bei einer negativen Produktionslücke wird dagegen das Produktionspotential nicht ausgeschöpft und dies führt tendenziell zu konjunktureller Arbeitslosigkeit und wirkt deflationär.   

## Bedeutung
Diese Lücke umfasst die ungenutzten Kapazitäten eines Wirtschaftsraums. Ursprünglich kommt der  Begriff aus den volkswirtschaftlichen Theorien zu Konjunkturen. 
Die Zentralbanken bestimmen den Wert der Produktionslücke unter anderem unter Berücksichtigung spekulativer Blasen. Die Produktionslücke spielt aber auch, ebenso wie der Realzins, die Inflationserwartung und der Differenz zwischen aktueller Inflationsrate und Zielrate, für die Ausrichtung der Leitzinspolitik eine Rolle. Unvollkommene Wettbewerbsbedingungen auf den Märkten gelten als die Hauptursache für die Entstehung einer Produktionslücke. Dies gilt sowohl für den Arbeits- als auch auf dem Kapitalmarkt und jeweils in Verbindung mit einer starren Preis- und Lohnbindung.
Die Produktionslücke wird normalerweise in Prozent der potenziellen Wertschöpfung einer Volkswirtschaft angegeben. Von einer negativen Produktionslücke spricht man dann, wenn das aktuelle Bruttoinlandsprodukt (BIP) unterhalb des potenziellen Bruttoinlandsproduktes liegt. Dies hat dann folgende Auswirkungen:
- sinkende Inflationsrate,
- steigende Arbeitslosigkeit und
- abnehmende Importe.

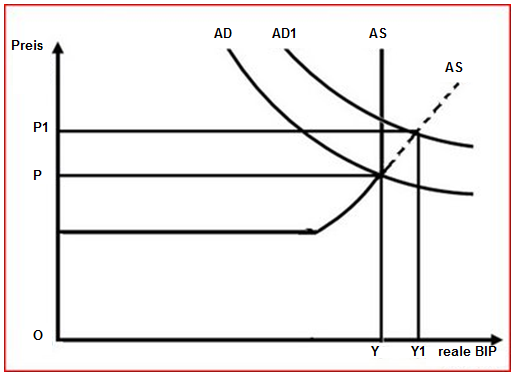
Positive Produktionslücke

Eine positive Produktionslücke weist eine umgekehrte Wirkung auf.
Die Produktionslücke basiert auf der potenziellen Wertschöpfung einer Volkswirtschaft, so dass vordergründig die Normalkapazität auf Grundlage statistischer Daten eines Landes zu bestimmen ist.

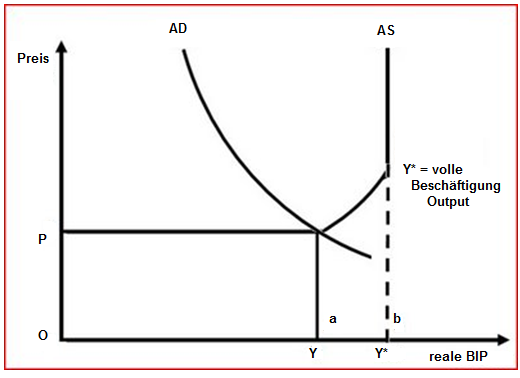
Negative Produktionslücke

Die Grafik zeigt die negative Produktionslücke, die eintritt, wenn eine Wirtschaft mit Arbeitslosigkeitsressourcen operiert. Das Problem der negativen Produktionslücke könnte Arbeitslosigkeit sein.
Eine positive Produktionslücke tritt dann ein, wenn die tatsächliche Produktion einer Wirtschaft höher ist als ihre potenzielle Produktion. Dies erscheint unmöglich und tatsächlich kann eine Wirtschaft langfristig nicht mehr produzieren als die produktiven Kapazitäten erlauben. Für eine kurze Weile jedoch ist es möglich, dann nämlich, wenn die Arbeiter Überstunden machen, einige Arbeiter, die normalerweise nicht im Arbeitsprozess stehen, diese betreten und die Maschinen maximal genutzt werden. Langfristig ist dieser Zustand aber nicht haltbar, es sei denn, das AS (Aggregate Supply) erhöht sich. Die obige Grafik zeigt die positive Produktionslücke und eine Zunahme des AD (Aggregate Demand), der eine Erhöhung des AS bewirkt, die über dem potenziellen Output und der Preissteigerung von P zu P1 liegt. Tatsächlich erleben Länder mit positiven Output Gaps oftmals eine starke Inflation.

## Berechnung
Die Berechnung der Produktionslücke lautet wie folgt:
{\displaystyle \mathrm {Produktionsl{\ddot {u}}cke} =\mathrm {BIP} -\mathrm {PP} }
Dabei gibt PP das Produktionspotenzial und BIP das realisierte Bruttoinlandsprodukt an. Somit ist bei einer positiven Produktionslücke der derzeitige Output über dem Produktionspotenzial, was bei wachsenden Volkswirtschaften sein kann. Man kann auch eine relative Produktionslücke definieren. Diese ergibt sich als
{\displaystyle \mathrm {Relative\ Produktionsl{\ddot {u}}cke} ={\frac {\mathrm {BIP} -\mathrm {PP} }{\mathrm {PP} }}}.
Die Produktionslücke wird auch zur Berechnung des konjunkturellen staatlichen Defizits herangezogen, das im Rahmen der Schuldenbremse (Deutschland) zulässig ist.

## Okunsches Gesetz

Relation zwischen Produktionslücke und Arbeitslosigkeit

Das Okunsche Gesetz nennt eine Regel für die empirische Relation zwischen der zyklischen Arbeitslosigkeit und der Produktionslücke: Eine zyklische Arbeitslosigkeit von 1 % entspricht einer Produktionslücke von zirka −2 % des potenziellen BIPs. 
Wenn also etwa die Vollbeschäftigung einer Arbeitslosenquote von 6 % entspricht und die tatsächlich beobachtete Arbeitslosenquote bei 8 % liegt, ist die Produktionslücke gleich −4 %. 
Eine Verringerung der zyklischen Arbeitslosenquote um ein Prozent erfordert demnach in etwa eine Erhöhung des BIP um zwei Prozent. 
Das Okunsche Gesetz beschreibt die empirische Korrelation zwischen Arbeitslosigkeit und Produktionslücke und erklärt keine kausale Gesetzmäßigkeit. Das heißt: Im Konjunkturverlauf schwankt das BIP stärker als die Arbeitslosenquote. Während einer Rezession passen die Unternehmen ihrer Beschäftigtenanzahl theoretisch nicht komplett an die gesunkenen Produktionsmengen an, da sie den Verlust unternehmensspezifischen Know-hows zu vermeiden suchen. Andererseits versuchen die Betriebe, in konjunkturell günstigen Zeiten, die Produktion erst durch Überstunden der vorhandenen Mitarbeiter zu erhöhen, um die Einstellung zusätzlicher Mitarbeiter zu vermeiden.